# 南大寺站
南大寺站是一个京哈线上的铁路车站，位于河北省秦皇岛市海港区归提乡，目前为四等站，邮政编码为066000。目前客运：不办理旅客乘降；不办理行李、包裹托运；不办理货运营业。
车站作为京奉铁路秦皇岛绕线工程的一部分建于1916年。车站原为京哈铁路正线车站。2009年京哈铁路北戴河站至秦皇岛站区间实施改线工程，改线工程于2012年6月2日完工后京哈铁路正线不再经过本站，本站至秦皇岛站区间线路被拆除。